# سوني تورنر
سوني تورنر (بالإنجليزية: Sonny Turner) هو مغني أمريكي، ولد في 24 سبتمبر 1939 في فيرمونت في الولايات المتحدة.

## وصلات خارجية
- سوني تورنر على موقع IMDb (الإنجليزية)
- سوني تورنر على موقع الموسوعة البريطانية (الإنجليزية)
- سوني تورنر على موقع ميوزك برينز (الإنجليزية)
- سوني تورنر على موقع ميوزك برينز (الإنجليزية)